# Xenoctenus
Xenoctenus là một chi nhện trong họ Zoridae.